# TA15
TA15 (Tomb of Amarna 15) è la sigla che identifica una delle Tombe dei nobili ubicate nell'area dell'antica Akhetaton, oggi nota come Amarna, capitale voluta e costruita dal faraone Amenhotep IV/Akhenaton della XVIII dinastia. La città venne abbandonata circa 30 anni dopo la sua fondazione; le tombe vennero abbandonate e in parte riutilizzate in epoca moderna come romitaggi di monaci copti. L'abbandono millenario e i danni causati dalla presenza umana hanno spesso reso irriconoscibili le strutture originarie e danneggiato pesantemente, quando non reso illeggibili, scene pittoriche e rilievi parietali.

## Titolare
TA15 era la tomba di:
| Titolare | Titolo                                                                              | Necropoli | Dinastia/Periodo | Note             |
| -------- | ----------------------------------------------------------------------------------- | --------- | ---------------- | ---------------- |
| Suty     | Portatore di stendardo della guardia personale di Neferkheperura-waenra (Akhenaton) | Amarna    | XVIII dinastia   | area meridionale |

## Biografia
Nessuna notizia biografica è ricavabile dalla tomba amarniana. 

## La tomba
TA15 costituisce un esempio di tomba a croce latina cui è associata, tuttavia, un'ampia sala, perpendicolare alla sala trasversale, il cui soffitto, qualora fosse stata terminata, sarebbe stato sorretto da sei colonne; solo una di queste venne realizzata quasi completamente, mentre le altre cinque sono ancora a livello di pilastro a base quadrata. La tomba non venne mai ultimata, fatta salva la facciata, che presenta sugli stipiti petizioni funebri.

### Annotazioni
1. ↑  Neferkheperura-Waenra era il nome di incoronazione, o praenomen, di Akhenaton

### Fonti
1. ↑  Porter e Moss 1968, Parte IV, p. 225.
2. ↑  Reeves 2001, p. 137.
3. ↑  Davies 1903, Parte IV, p. 25.
4. ↑  Davies 1903, Parte IV, p. 31, per la traduzione delle petizioni e delle preghiere qui riportate.
5. ↑  Porter e Moss 1968, Vol. IV, pp. 225.
6. ↑  Davies 1903, Parte IV, p. 25, Tavv. XXXVIII-XXXIX.